# هوهانس غریمه‌تسی
هُوْهانِس غریمه‌تسی (ارمنی: Հովհաննես Գ եպիսկոպոս Սուրեն- յան Ղրիմեցի؛ انگلیسی: Yovhannes Łrimetsi زادهٔ تاریخ نامعلوم - درگذشته ۱۸۴۸)، نویسنده اهل ارمنستان بود.